# Cantón de Longueville-sur-Scie
El cantón de Longueville-sur-Scie era una división administrativa francesa, que estaba situada en el departamento de Sena Marítimo y la región de Alta Normandía.

## Composición
El cantón estaba formado por veintitrés comunas:
- Anneville-sur-Scie
- Belmesnil
- Bertreville-Saint-Ouen
- Criquetot-sur-Longueville
- Crosville-sur-Scie
- Dénestanville
- Heugleville-sur-Scie
- La Chapelle-du-Bourgay
- La Chausseé
- Le Bois-Robert
- Le Catelier
- Les Cent-Acres
- Lintot-les-Bois
- Longueville-sur-Scie
- Manéhouville
- Muchedent
- Notre-Dame-du-Parc
- Saint-Crespin
- Sainte-Foy
- Saint-Germain-d'Étables
- Saint-Honoré
- Torcy-le-Grand
- Torcy-le-Petit

## Supresión del cantón de Longueville-sur-Scie
En aplicación del Decreto nº 2014-266 de 27 de febrero de 2014, el cantón de Longueville-sur-Scie fue suprimido el 22 de marzo de 2015 y sus 23 comunas pasaron a formar parte del nuevo cantón de Luneray.